# 고모토역
고모토역(일본어: 小本駅, こもとえき)은 일본 아이치현 나고야시 나카가와구에 위치한 나고야 임해 고속 철도 니시나고야코 선의 역이다. 역 번호는 AN03이다.

## 역사
- 2004년 10월 6일: 영업 개시.

## 역 구조
섬식 승강장 1면 2선의 고가역이다. 배리어 프리 대응으로 엘리베이터를 1기 배치하였다. 1,2번 승강장에는 안전 대책으로서 스크린도어가 설치되어 있다.
국철 시대에 간사이 본선 욧카이치역 방향과 니시나고야코 선 나고야 화물 터미널 역 방면 상호 연결하는 화물 열차로 인하여 현재의 본 역 ~ 아라코 역간에서 분기하고 간사이 선 핫타역에 이르는 삼각선이 계획되었지만 남쪽 화물선의 계획 좌절과 동시에 중단되었다. 취득한 용지는 현재 도로 및 주택지로 전용되었으며 본 역 서쪽에 그 유구를 확인할 수 있다.
일부 시간에만 역무원이 있는 순회역이자 나카지마역이 본 역을 관리하고 있다.

### 승강장
| 1 | ■ 아오나미 선 (하행) | 아라코・긴조후토 방면 |
| 2 | ■ 아오나미 선 (상행) | 나고야 방면           |

- 1번 선 옆에는 나고야 화물 터미널 역으로부터 늘어서 있는 화물선이 보이고 화차가 유치된다.

## 역 주변
- 나고야 시 서부 지구 요육 센터
- 나고야 시립 도키와 초등학교
- 나고야 시립 니시 양호 학교
- 도키와 커뮤니티 센터
- 나고야 비뇨기과 병원
- 도키와 상점가
- 도카이 여객철도 나고야 공장
- JR 도카이 버스 본사(나고야 지점)
- 긴테쓰 나고야 선 가스모리 역
- 서클 K 나카가와토키와점
- 아이치 현도 190호 나고야이치노미야 선
- 나토리 나고야 영업소

## 사진

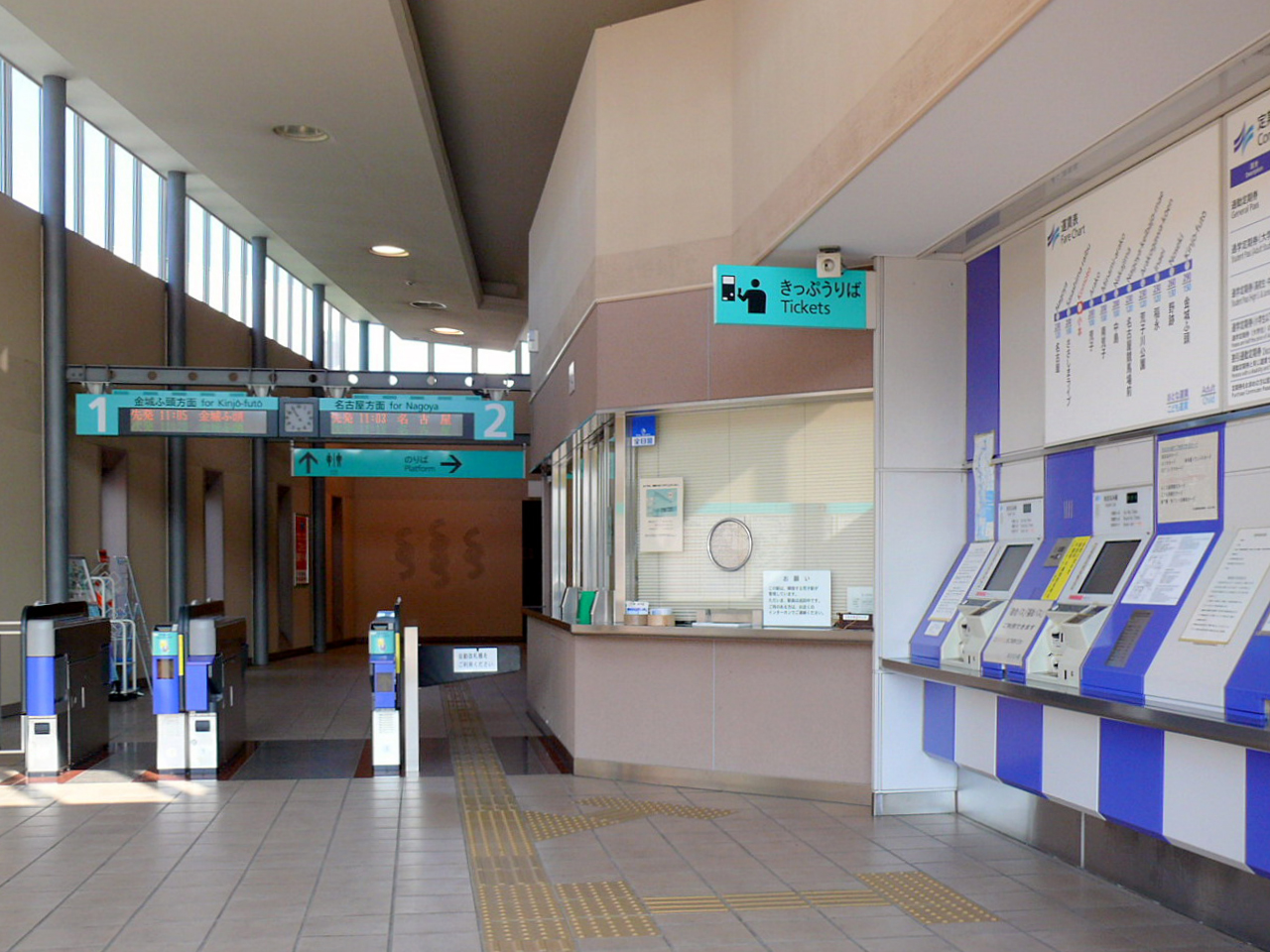
개찰구

## 인접역
| 나고야 임해 고속 철도 ■ 니시나고야코 선 (아오나미 선) | 나고야 임해 고속 철도 ■ 니시나고야코 선 (아오나미 선) | 나고야 임해 고속 철도 ■ 니시나고야코 선 (아오나미 선) |
| ----------------------------------------------------- | ----------------------------------------------------- | ----------------------------------------------------- |
| AN02 사사시마라이브 나고야 방면                       |                                                       | 아라코 AN04 긴조후토 방면                             |